# Chromosome 17 humain
Le chromosome 17 est un des 24 chromosomes humains. C'est l'un des 22 autosomes.

## Caractéristiques du chromosome 17
- Nombre de paires de base : 78 774 742
- Nombre de gènes : 1 257
- Nombre de gènes connus : 1 104
- Nombre de pseudo gènes : 305
- Nombre de variations des nucléotides (S.N.P ou single nucleotide polymorphisme) : 239 216

## Gènes localisés sur le chromosome 17
On y trouve notamment le gène p53, gène suppresseur de tumeurs également appelé « Gardien du génome ». Le gène codant la protéine tau est également situé sur le chromosome 17.
On y trouve le gène BRCA1, la mutation de ce gène est impliquée dans un certain nombre de cancers héréditaires tel que le cancer du sein, de la prostate et des ovaires.

## Maladies localisées sur le chromosome 17
- La nomenclature utilisée pour localiser un gène est décrite dans l'article de celui-ci
- Les maladies en rapport avec des anomalies génétiques localisées sur le chromosome 17 sont :

| Maladies localisées sur le chromosome 17                    | Maladies localisées sur le chromosome 17 | Maladies localisées sur le chromosome 17 | Maladies localisées sur le chromosome 17 | Maladies localisées sur le chromosome 17 | Maladies localisées sur le chromosome 17 |
| ----------------------------------------------------------- | ---------------------------------------- | ---------------------------------------- | ---------------------------------------- | ---------------------------------------- | ---------------------------------------- |
| Pathologie                                                  | Transmission                             | O.M.I.M                                  | Locus                                    | Gène                                     | Protéine codée par le gène               |
| Bras long                                                   |                                          |                                          |                                          |                                          |                                          |
| Maladie de Sanfilippo A                                     | Récessive                                |                                          | q25.3                                    | SGSH                                     |                                          |
| Maladie de Pompe                                            |                                          |                                          | q25.2                                    |                                          |                                          |
| Lymphohistiocytose familiale                                | Récessive                                |                                          | q25.1                                    | UNC13D                                   |                                          |
|                                                             |                                          |                                          | q25                                      |                                          |                                          |
|                                                             |                                          |                                          | q24                                      |                                          |                                          |
| Paralysie périodique hypokaliémique                         |                                          |                                          | q23.1                                    |                                          |                                          |
| Paralysie périodique hyperkaliémique                        |                                          |                                          | q23.1                                    |                                          |                                          |
| Syndrome d’Andersen-Tawil                                   |                                          |                                          | q23.1                                    |                                          |                                          |
| Syndrome de Romano-Ward                                     |                                          |                                          | q23.1                                    |                                          |                                          |
|                                                             |                                          |                                          | q23                                      |                                          |                                          |
| Cancer du sein héréditaire                                  |                                          |                                          | q22.1                                    | BRCA1                                    |                                          |
|                                                             |                                          |                                          | q22                                      |                                          |                                          |
| Démence frontotemporale liée au chromosome 17               |                                          |                                          |                                          |                                          |                                          |
| Paralysie supranucléaire progressive                        |                                          | 157140                                   | q21.31                                   | MAPT                                     | Tau                                      |
| Maladie d'Alexander                                         |                                          |                                          |                                          |                                          |                                          |
| Glycogénose type 1a                                         | Récessive                                | 232200                                   | q21                                      | G6PC                                     |                                          |
| Maladie de Naxos                                            | Récessive                                | 601214                                   | q21                                      | JUP                                      |                                          |
|                                                             |                                          |                                          | q21                                      |                                          |                                          |
| Dystrophie musculaire des ceintures type D                  |                                          |                                          |                                          |                                          |                                          |
| Dystrophie musculaire des ceintures type A                  |                                          |                                          |                                          |                                          |                                          |
| Épidermolyse bulleuse épidermolytique                       |                                          |                                          | q12                                      |                                          |                                          |
| Pachyonychie congénitale                                    |                                          |                                          | q12                                      |                                          |                                          |
| Neurofibromatose de type I                                  |                                          |                                          | q11.2                                    | NF1                                      |                                          |
|                                                             |                                          |                                          | q11                                      |                                          |                                          |
| Bras court                                                  |                                          |                                          |                                          |                                          |                                          |
|                                                             |                                          |                                          | p11                                      |                                          |                                          |
| Neuropathie héréditaire avec hypersensibilité à la pression |                                          |                                          | p11.2                                    |                                          |                                          |
| Syndrome de Smith-Magenis                                   |                                          |                                          | p11.2                                    |                                          |                                          |
| Maladie de Charcot-Marie-Tooth type 1A                      |                                          |                                          | p11.2                                    |                                          |                                          |
| Maladie de Charcot-Marie-Tooth type 1E                      |                                          |                                          | p11.2                                    |                                          |                                          |
| Syndrome de Birt-Hogg-Dubé                                  | Dominante                                | 135150                                   | p11.2                                    | FLCN                                     | Folliculine                              |
|                                                             |                                          |                                          | p12                                      |                                          |                                          |
|                                                             |                                          |                                          | p12                                      |                                          |                                          |
| Maladie de la Cystinose                                     | Récessive                                | 606272                                   | p13                                      | CTNS                                     |                                          |
| Cancer humain                                               |                                          |                                          | p13.1                                    | TP53                                     | Human p53 protein (Hp53)                 |
| Syndrome de Li-Fraumeni                                     |                                          |                                          | p13.1p13                                 |                                          |                                          |
| Syndrome de Miller-Dieker                                   |                                          |                                          | p13.3                                    |                                          |                                          |
| Maladie de Canavan                                          | Récessive                                | 271900                                   | p13-pter                                 | ASPA                                     |                                          |
|                                                             |                                          |                                          |                                          |                                          |                                          |

## Sources
- (en) Ensemble Genome Browser
- (en) Online Mendelian Inheritance in Man, OMIM (TM). Johns Hopkins University, Baltimore, MD.